# Aldobrandino I d’Este
Aldobrandino I d’Este (ur. ok. 1190 w Ferrarze, zm. 1215 w Ankonie) – markiz Ferrary i Este od 1212 do 1215, Ankony w 1212, markiz Mantui i podesta Werony od 1212 do 1213.
Był najstarszym synem małżeństwa Azzo VI d’Este i jego pierwszej żony Zofii de Maurienne, córki Humberta III Sabaudzkiego i Klemencji z Zähringen. W listopadzie 1212 zmarł jego ojciec, a Aldobrandino jako najstarszy syn przejął po nim marchię esteńską i tytuł markiza Ankony, potwierdzony dla jego ojca przez Otto IV Welfa i papieża Innocentego III. W 1213 w wyniku wojny z Padwą utracił Este, Montagnanę i Scodosię.
W polityce zagranicznej był tak jak ojciec przeciwnikiem Otto IV i wspierał Innocentego III. Za jego rządów szczególnie zagrożona była Ankona, o którą starali się hrabiowie Celano, władcy Padwy oraz Ezzelino II da Romano. Jego walki z Padwą zakończyły się porażką. Warunki zmusiły go do wzięcia pożyczki, za zabezpieczenie której został wzięty jego przyrodni brat, przyszły markiz Azzo VII d’Este. Wkrótce potem pokonał wojska hrabiego Celano.
Aldobrandino I zmarł nagle w 1215 w wieku zaledwie 25 lat, prawdopodobnie otruty. W momencie jego śmierci ród Este utracił kontrolę nad Ankoną i tytuł markiza Ankony był aż do 1330 czysto tytularny. Dodatkowo w 1222 jego ród stracił kontrolę nad Ferrarą. Następcą Aldobrandina był przyrodni brat Azzo VII.
Z nieznaną żoną miał córkę Beatrycze (ur. ok. 1215, zm. 1245), która od 1234 była trzecią żoną króla Węgier Andrzeja II i miała z nim (ojcostwo niepewne) syna Stefana Pogrobowca. Po śmierci Andrzeja w 1235 Beatrycze powróciła do Włoch.